# Универзитет Кореја
Универзитет Кореја (кореј. 고려대학교) је приватни универзитет у Сеулу, основан 1905. Део је скупа SKY, популарног акронима који се односи на три најпрестижнија универзитета у Јужној Кореји.
Велика је истраживачка институција, позната у историји Јужне Кореје по томе што је прва корејска образовна институција која нуди академске програме у различитим дисциплинама, као што су право, економија и новинарство. Посебно је познат по свом Правном факултету.